# Генетичне забруднення
Генетичне забруднення — термін для неконтрольованого потоку генів у дикі популяції. Це визначається як «розповсюдження забруднених змінених генів від генно-інженерних організмів до природних організмів, особливо шляхом перехресного запилення», але воно стало використовуватися в деяких ширших напрямках. Це пов'язано з концепцією популяційної генетики потоку генів і генетичного порятунку, тобто генетичного матеріалу, навмисно введеного для підвищення придатності популяції. Це називається генетичним забрудненням, коли воно негативно впливає на придатність популяції, наприклад, через аутбриджну депресію та впровадження небажаних фенотипів, які можуть призвести до вимирання.
Біологи та природоохоронці використовували цей термін для опису потоку генів від домашніх, диких і немісцевих видів до диких аборигенних видів, які вони вважають небажаними. Вони сприяють обізнаності про вплив інтродукованих інвазивних видів, які можуть «гібридизуватися з місцевими видами, спричиняючи генетичне забруднення». У сферах сільського господарства, агролісомеліорації та тваринництва генетичне забруднення використовується для опису потоків генів між генетично модифікованими видами та дикими родичами. Використання слова «забруднення» має на меті передати ідею, що змішування генетичної інформації шкідливе для навколишнього середовища, але оскільки змішування генетичної інформації може призвести до різноманітних наслідків, «забруднення» не завжди може бути найточнішим дескриптором.

## Потік генів до дикої популяції
Деякі природоохоронні біологи та природоохоронці протягом кількох років використовували генетичне забруднення як термін для опису потоку генів від немісцевого, інвазивного підвиду, домашнього чи генно-інженерного населення до дикого корінного населення.

### Важливість
Введення генетичного матеріалу в генофонд популяції шляхом втручання людини може мати як позитивний, так і негативний вплив на популяції. Коли генетичний матеріал навмисно вводиться для підвищення придатності популяції, це називається генетичним порятунком. Коли генетичний матеріал ненавмисно впроваджується в популяцію, це називається генетичним забрудненням і може негативно вплинути на придатність популяції (головним чином через аутбридингову депресію), запровадити інші небажані фенотипи або теоретично призвести до вимирання.

### Інтродукований вид
Інтродукований вид — це вид, який не є місцевим для даної популяції, але навмисно або випадково занесений у дану екосистему. Наслідки інтродукції дуже різноманітні, але якщо інтродукований вид має серйозний негативний вплив на нове середовище, його можна вважати інвазивним видом. Одним із таких прикладів є інтродукція азійського довгорогого жука в Північній Америці, який вперше був виявлений у 1996 році в Брукліні, Нью-Йорк. Вважається, що ці жуки були завезені через вантаж у торгових портах. Жуки завдають великої шкоди навколишньому середовищу і, за оцінками, становлять небезпеку для 35 % міських дерев, за винятком природних лісів. Ці жуки завдають сильної шкоди деревині дерев шляхом відходження личинок. Їх присутність в екосистемі дестабілізує структуру спільноти, негативно впливаючи на багато видів у системі.
Проте інтродуковані види не завжди руйнують навколишнє середовище. Томас Карло та Джейсон Гледітч з Університету штату Пенсільванія виявили, що кількість «інвазивних» рослин жимолості в цьому районі корелює з кількістю та різноманітністю птахів у регіоні Геппі Веллі в Пенсільванії, що свідчить про те, що інтродуковані рослини жимолості та птахи створили взаємовигідні стосунки. Наявність інтродукованої жимолості була пов'язана з вищим розмаїттям популяцій птахів у цій місцевості, демонструючи, що інтродуковані види не завжди є шкідливими для певного середовища та повністю залежать від контексту.

#### Інвазивні види
Біологи та природоохоронці протягом кількох років використовували цей термін для опису потоку генів від домашніх, диких і немісцевих видів до диких аборигенних видів, які вони вважають небажаними. Наприклад, TRAFFIC — це міжнародна мережа моніторингу торгівлі дикими рослинами та тваринами, яка працює над обмеженням торгівлі дикими рослинами та тваринами, щоб вона не становила загрози для цілей охорони природи. Вони сприяють обізнаності про вплив інтродукованих інвазивних видів, які можуть «гібридизуватися з місцевими видами, спричиняючи генетичне забруднення». Крім того, Об'єднаний комітет охорони природи, статутний радник уряду Великої Британії, заявив, що інвазивні види «змінять генетичний пул (цей процес називається генетичним забрудненням), що є незворотною зміною».
Інвазивні види можуть вторгатися як у великі, так і в малі місцеві популяції та мати глибокий вплив. Після вторгнення інвазивні види схрещуються з місцевими видами, утворюючи стерильні або більш еволюційно придатні гібриди, які можуть випередити місцеві популяції. Інвазивні види можуть спричинити вимирання невеликих популяцій на островах, які особливо вразливі через меншу кількість генетичного різноманіття. У цих популяціях місцеві адаптації можуть бути порушені введенням нових генів, які можуть бути не такими придатними для середовищ малих островів. Наприклад, Cercocarpus traskiae з острова Каталіна біля узбережжя Каліфорнії майже зник, і залишилася лише одна популяція через гібридизацію його потомства з Cercocarpus betuloides.

### Домашні популяції
Посилення контакту між дикими та одомашненими популяціями організмів може призвести до репродуктивних взаємодій, які є згубними для здатності дикої популяції виживати. Дика популяція — така популяція, яка живе в природних зонах і за якою людина регулярно не доглядає. Це контрастує з одомашненими популяціями, які живуть на контрольованих людьми територіях і регулярно та історично контактують з людьми. Гени одомашнених популяцій додаються до диких популяцій у результаті розмноження. У багатьох популяціях сільськогосподарських культур це може бути результатом подорожі пилку від вирощуваних культур до сусідніх диких рослин того самого виду. Для сільськогосподарських тварин це відтворення може відбуватися в результаті втечі або звільнених тварин.
Популярним прикладом цього явища є потік генів між вовками та одомашненими собаками. «Нью-Йорк Таймс» цитує слова біолога доктора Луїджі Бойтані: «Хоча вовки та собаки завжди жили в тісному контакті в Італії та, імовірно, парувалися в минулому, новим тривожним елементом, на думку доктора Бойтані, є зростаюча різниця в чисельності, що свідчить про те, що схрещування стане досить поширеним явищем. У результаті „генетичне забруднення генофонду вовка може досягти незворотного рівня“, попередив він. „Шляхом гібридизації собаки можуть легко поглинути гени вовка і знищити вовка, як він є“, — сказав він. За його словами, вовк міг би вижити як тварина, більш схожа на собаку, краще пристосована до життя поруч з людьми, але це не буде „те, що ми сьогодні називаємо вовком“.

#### Аквакультура
Аквакультура — практика вирощування водних тварин або рослин з метою споживання. Ця практика стає все більш поширеною для вирощування лосося. Це конкретно називається аквакультурою лососевих. Одна з небезпек цієї практики полягає в тому, що одомашнений лосось може вирватися з утримання. Випадки втечі стають все більш поширеними, оскільки аквакультура набуває популярності. Фермерські структури можуть бути неефективними для утримання величезної кількості тварин, які швидко ростуть. Стихійні лиха, припливи та інші екологічні явища також можуть спровокувати втечу водних тварин. Причина, чому ці втечі вважаються небезпечними, полягає в тому, що вони впливають на дику популяцію, з якою вони розмножуються після втечі. У багатьох випадках дика популяція відчуває зниження ймовірності виживання після розмноження з одомашненими популяціями лосося.
Департамент риби та дикої природи Вашингтона посилається на те, що „загально висловлювані занепокоєння щодо втечі атлантичного лосося включають конкуренцію з місцевим лососем, хижацтво, передачу хвороб, гібридизацію та колонізацію“. У звіті, підготовленому цією організацією в 1999 році, не виявлено, що втік лосось становив значний ризик для диких популяцій.

#### Сільськогосподарські культури
Сільськогосподарські культури — групи рослин, які вирощуються для споживання. Незважаючи на одомашнення протягом багатьох років, ці рослини не настільки віддалені від своїх диких родичів, щоб вони могли розмножуватися, якщо їх зібрати разом. Багато сільськогосподарських культур досі вирощують у місцях їх походження, і потік генів між сільськогосподарськими культурами та дикими родичами впливає на еволюцію диких популяцій. Фермери можуть уникнути розмноження між різними популяціями, визначаючи час посіву культур таким чином, щоб культури не цвіли тоді, коли цвітуть дикі родичі. Одомашнені культури були змінені шляхом штучного відбору та генної інженерії. Генетичний склад багатьох сільськогосподарських культур відрізняється від генетичного складу їхніх диких родичів, але чим ближче вони ростуть одна до одної, тим більша ймовірність того, що вони діляться генами через пилок. Потік генів продовжується між культурами та дикими аналогами.

### Генно-інженерні організми
Генно-інженерні організми генетично модифіковані в лабораторії, і тому вони відрізняються від тих, які були виведені шляхом штучного відбору. У сферах сільського господарства, агролісомеліорації та тваринництва генетичне забруднення використовується для опису потоків генів між ГМ видами та дикими родичами. Перше використання терміна „генетичне забруднення“ в цьому пізнішому значенні з'являється в широкомасштабному огляді потенційних екологічних наслідків генної інженерії в журналі „Еколог“ у липні 1989 року. Його також популяризував еколог Джеремі Ріфкін у своїй книзі „Століття біотехнологій“ 1998 року. У той час як навмисне схрещування між двома генетично відмінними сортами описується як гібридизація з наступною інтрогресією генів, Ріфкін, який грав провідну роль в етичних дебатах більше десяти років тому, використав генетичне забруднення, щоб описати те, що він вважав проблемами, які можуть відбуваються внаслідок ненавмисного процесу (сучасних) генетично модифікованих організмів (ГМО), які поширюють свої гени в природне середовище шляхом розмноження з дикими рослинами чи тваринами.
Занепокоєння щодо негативних наслідків потоку генів між генно-інженерними організмами та дикими популяціями є справедливими. Більшість культур кукурудзи та сої, що вирощуються на середньому заході США, є генетично модифікованими. Існують сорти кукурудзи та сої, стійкі до таких гербіцидів, як гліфосат і кукурудза, яка виробляє неонікотиноїдний пестицид у всіх своїх тканинах. Ці генетичні модифікації мають на меті підвищити врожайність сільськогосподарських культур, але є мало доказів того, що врожайність справді збільшується. Хоча вчені стурбовані тим, що генетично модифіковані організми можуть мати негативний вплив на навколишні рослинні та тваринні спільноти, ризик передачі генів між генетично модифікованими організмами та дикими популяціями викликає ще одне занепокоєння. Багато культур, які вирощуються, можуть бути стійкими до бур'янів і розмножуватися з дикими родичами. Необхідні додаткові дослідження, щоб зрозуміти, який потік генів відбувається між генетично модифікованими культурами та дикими популяціями, а також вплив генетичного змішування.

#### Мутовані організми
Мутації всередині організмів можуть відбуватися через процес впливу на організм хімічних речовин або радіації з метою генерації мутацій. Це було зроблено на рослинах, щоб створити мутанти з бажаною ознакою. Потім ці мутанти можна скрестити з іншими мутантами або особинами, які не мутували, щоб зберегти мутантну ознаку. Однак, подібно до ризиків, пов'язаних із впровадженням особин у певне середовище, варіація, створена мутованими особинами, також може мати негативний вплив на місцеве населення.

#### Профілактичні заходи
З 2005 року існує Реєстр забруднення ГМ, запущений для GeneWatch UK та Greenpeace International, який реєструє всі випадки навмисного чи випадкового вивільнення організмів, генетично модифікованих із застосуванням сучасних методів.
Технології обмеження генетичного використання (Genetic use restriction technologies — GURTs) були розроблені з метою захисту власності, але можуть бути корисними для запобігання поширенню трансгенів. Технології GeneSafe представили метод, який став відомий як „Термінатор“. Цей метод заснований на насінні, з якого утворюються стерильні рослини. Це запобіжить переміщенню трансгенів у дикі популяції, оскільки гібридизація буде неможливою. Однак ця технологія ніколи не застосовувалася, оскільки вона непропорційно негативно впливає на фермерів у країнах, що розвиваються, які щороку зберігають насіння для використання (тоді як у розвинених країнах фермери зазвичай купують насіння у компаній, що займаються виробництвом насіння).
Фізичне утримання також використовувалося для запобігання виходу трансгенів. Фізичне стримування включає такі бар'єри, як фільтри в лабораторіях, екрани в теплицях та ізоляційні відстані в полі. Відстань ізоляції не завжди була успішною, наприклад, трансгенна втеча з ізольованого поля в дику природу у стійких до гербіцидів звичайних трав мітлиці повзучої.
Іншим запропонованим методом, який стосується особливо захисних ознак (наприклад, стійкості до патогенів), є пом'якшення. Пом'якшення передбачає зв'язування позитивної риси (корисної для придатності) з ознакою, яка є негативною (шкідливою для придатності) для диких, але не одомашнених особин. У цьому випадку, якщо захисна ознака була введена до бур'яну, негативна ознака також була б введена, щоб знизити загальну придатність бур'яну та зменшити можливість розмноження окремої особини і, таким чином, поширення трансгену.

#### Ризики
Не всі генетично модифіковані організми викликають генетичне забруднення. Генна інженерія має багато застосувань і конкретно визначається як пряме маніпулювання геномом організму. Генетичне забруднення може виникнути у відповідь на інтродукцію виду, який не є місцевим для певного середовища, і генно-інженерні організми є прикладами особин, які можуть спричинити генетичне забруднення після інтродукції. Через ці ризики були проведені дослідження, щоб оцінити ризики генетичного забруднення, пов'язані з організмами, які були створені за допомогою генної інженерії:
1. Генетика У 10-річному дослідженні чотирьох різних культур жодна з генетично модифікованих рослин не виявилася більш інвазивною або більш стійкою, ніж їхні звичайні аналоги.[36] Часто цитованим прикладом генетичного забруднення є відоме відкриття трансгенів ГМ кукурудзи в старовинних сортах кукурудзи в Оахаці, Мексика. Доповідь Квіста і Чапели[37] з тих пір була дискредитована з методологічних причин.[38] Науковий журнал, який спочатку опублікував дослідження, дійшов висновку, що „наявних доказів недостатньо, щоб виправдати публікацію оригінальної статті“.[39] Останні спроби відтворити оригінальні дослідження прийшли до висновку, що генетично модифікована кукурудза відсутня в південній Мексиці в 2003 і 2004 роках.[40]
2. Дослідження 2009 року підтвердило оригінальні висновки суперечливого дослідження 2001 року, виявивши трансгени приблизно в 1 % з 2000 зразків дикої кукурудзи в Оахаці, Мексика, незважаючи на те, що Nature відкликала дослідження 2001 року, а друге дослідження не підтвердило результати початкового дослідження. вивчення. Дослідження показало, що трансгени поширені в деяких областях, але не існують в інших, отже пояснюючи, чому в попередньому дослідженні їх не вдалося знайти. Крім того, не всіма лабораторними методами вдалося знайти трансгени.[41]
3. Дослідження 2004 року, проведене біля польових випробувань в Орегоні для генетично модифікованого різновиду повзучої трави (Agrostis stolonifera), показало, що трансген та його асоційована ознака (стійкість до гербіциду гліфосату) можуть передаватися запиленням вітром рослинам-резидентам різних видів Agrostis, до 14 кілометрів (8,7 миля) з тестового поля.[42] У 2007 році компанія Скоттс, виробник генетично модифікованої трави звичайної, погодилася сплатити цивільний штраф у розмірі 500 000 доларів Міністерству сільського господарства США (USDA). Міністерство сільського господарства США стверджувало, що Скоттс „не зміг провести польові випробування в штаті Орегон у 2003 році таким чином, щоб гарантувати, що ані стійка до гліфосату повзуча трава, ані її нащадки не збережуться в навколишньому середовищі“.[43]

Існують не тільки ризики з точки зору генної інженерії, але й ризики, які виникають через гібридизацію видів. До Чехословаччини завезли козелів з Туреччини та Синаю, щоб сприяти поширенню там популяції, що призвело до того, що гібриди дали потомство надто рано, що призвело до повного зникнення загальної популяції. Гени кожної популяції козла в Туреччині та на Синаї були локально адаптовані до навколишнього середовища, тому, поміщені в новий екологічний контекст, вони не процвітали. Крім того, шкода для навколишнього середовища, яка може виникнути внаслідок впровадження нового виду, може бути настільки руйнівною, що екосистема більше не зможе підтримувати певні популяції.

## Суперечка

### Погляди екологів
Використання слова „забруднення“ у терміні „генетичне забруднення“ має навмисно негативний відтінок і має на меті передати ідею про те, що змішування генетичної інформації шкідливе для навколишнього середовища. Однак, оскільки змішування генетичної інформації може призвести до різних результатів, „забруднення“ може бути не найточнішим дескриптором. Потік генів є небажаним, на думку деяких захисників навколишнього середовища та захисту природи, зокрема таких груп, як Грінпіс, TRAFFIC та GeneWatch UK.
» Інвазивні види були основною причиною вимирання в усьому світі за останні кілька сотень років. Деякі з них полюють на місцеву дику природу, конкурують з нею за ресурси або поширюють хвороби, тоді як інші можуть схрещуватися з місцевими видами, спричиняючи «генетичне забруднення». Таким чином, інвазивні види є такою ж великою загрозою для природного балансу, як і пряма надмірна експлуатація людьми деяких видів."
Це також можна вважати небажаним, якщо це призводить до втрати працездатності в диких популяціях. Ті, хто вважає такий потік генів шкідливим, цей термін може бути пов'язаний із потоком генів від виведеного мутацією, синтетичного організму або організму, створеного за допомогою генної інженерії, до організму, що не є ГМ. Ці групи захисників навколишнього середовища стоять у повній опозиції до розробки та виробництва генетично модифікованих організмів.

### Урядове визначення
З точки зору уряду, Продовольча та сільськогосподарська організація Об'єднаних Націй визначає генетичне забруднення таким чином:
«Неконтрольоване поширення генетичної інформації (часто йдеться про трансгени) в геномах організмів, у яких таких генів немає в природі».

### Наукові перспективи
Використання терміна «генетичне забруднення» та подібних фраз, як-от генетичне погіршення, генетичне заболочування, генетичне захоплення та генетична агресія, обговорюється вченими, оскільки багато хто не вважає це науково доцільним. Раймер і Сімберлофф стверджують, що ці типи термінів:
…означають або те, що гібриди менш придатні, ніж батьківські, що не обов'язково так, або те, що «чисті» генофонди мають невід'ємну цінність.
Вони рекомендують називати потік генів від інвазивних видів генетичним змішуванням, оскільки:
«Змішування» не обов'язково має бути обтяженим цінністю, і ми використовуємо його тут для позначення змішування генофондів, незалежно від того, пов'язане чи ні з погіршенням придатності.